# Beniatjar
Beniatjar là một đô thị ở comarca Vall d'Albaida cộng đồng Valencia, Tây Ban Nha. Đô thị này có diện tích 11,27 km², dân số thời điểm năm 2006 là 249 người.